# Než přijde vakovlk
Než přijde vakovlk (podtitul Dialogy o současné vědě) je populárně-vědecká sbírka rozhovorů s českými vědci, které jsou prokládány populárně-naučnými vysvětlivkami a byly původně vydávány v českém časopise Science World. Dohromady je složil a upravil spisovatel a publicista Pavel Houser. Roku 2005 tuto knihu vydalo nakladatelství Dokořán.
Témata knihy se dotýkají kvantové fyziky, evoluce, historie, antropologie, medicíny, genetiky, kybernetiky, technologické singularity, transhumanismu a několika dalších vědních oborů a teorií.

## 1. vydání
- Rok vydání: 2005, měkká vazba
- Vydavateľ: Dokořán
- Obálka: Jindřich Hroch, Jan Sovák (rekonstrukce tasmánského vakovlka)
- Počet stran: 200
- ISBN 80-7363-024-9